# چاچانی
چاچانی (به اسپانیایی: Chachani) یک کوه و آتشفشان چینه‌ای در پرو است که در منطقه ارکیپا واقع شده‌است. چاچانی ۶٬۰۵۷ متر بالاتر از سطح دریا واقع شده‌است.

## نگارخانه

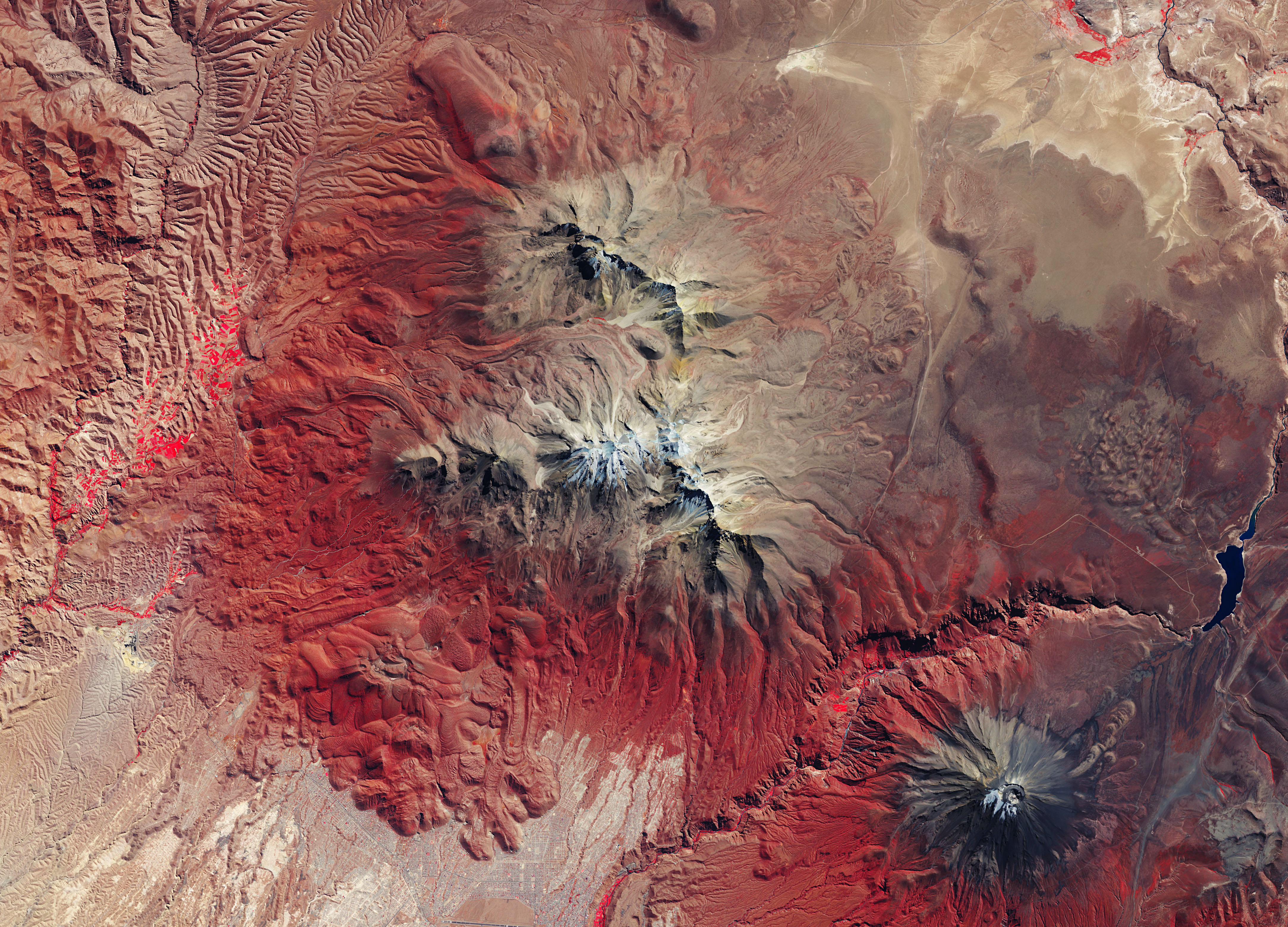
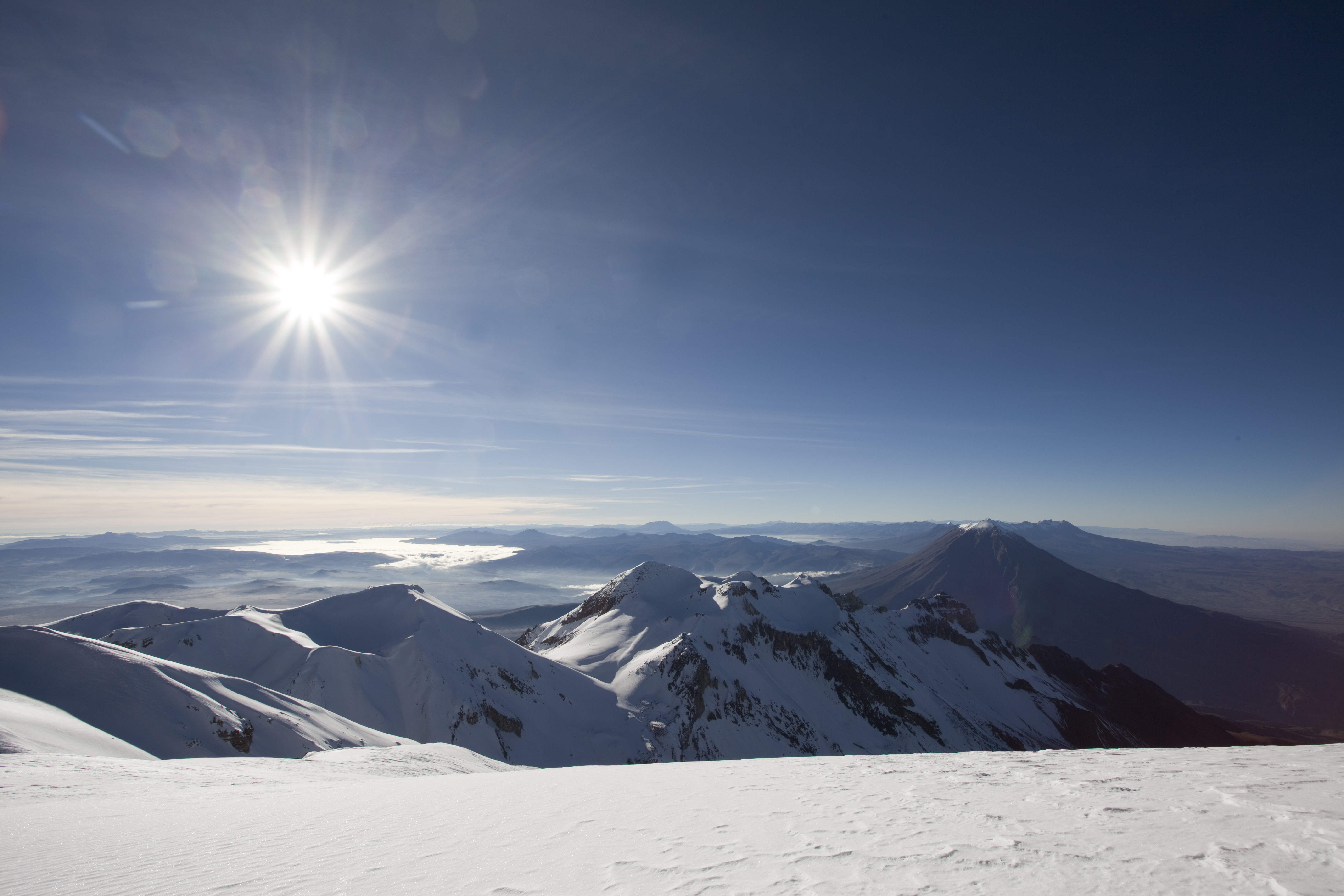
منظر چاچانی از سمت شرق
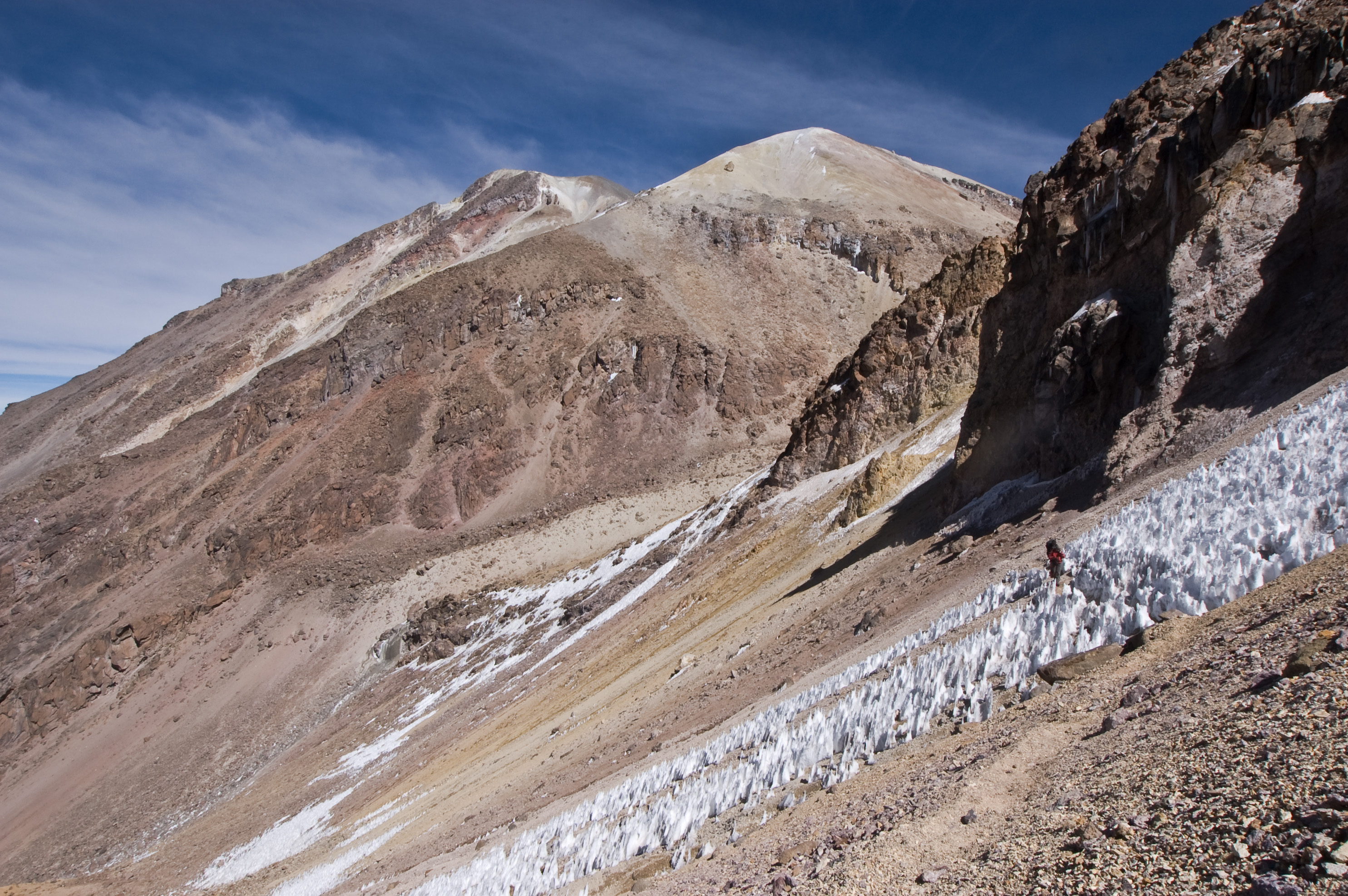
قله‌های چاچانی
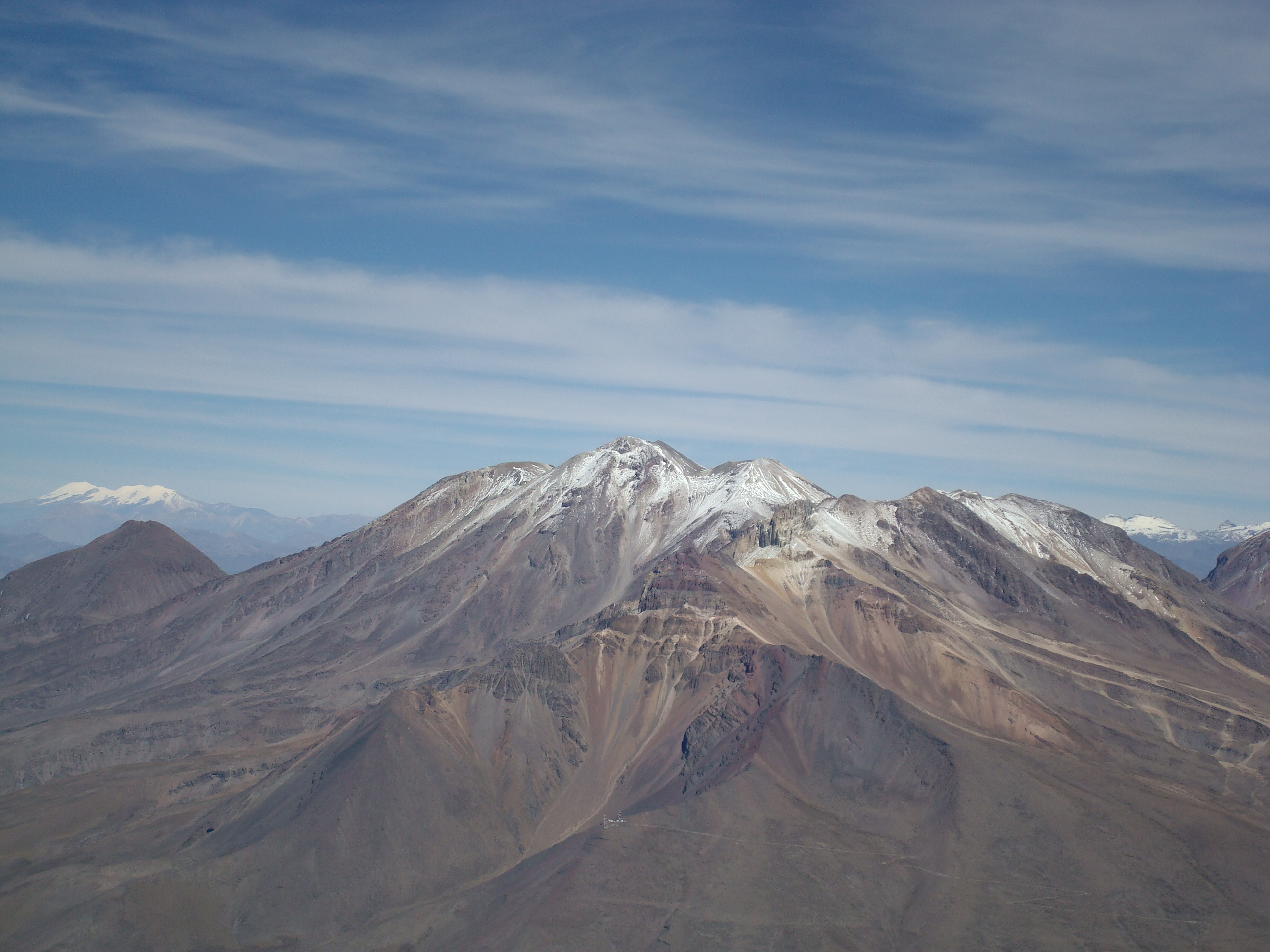
منظر چاچانی از سمت ال‌میستی